# Visconde de São Luís de Braga
Visconde de São Luís de Braga é um título nobiliárquico criado por D. Carlos I de Portugal, por Decreto de 6 de Agosto de 1891, em favor de Luís de Braga Júnior.
Titulares
1. Luís de Braga Júnior, 1.° visconde de São Luís de Braga.